# فيليم الرابع أمير أورانيا
فيليم الرابع أمير أورانيا (ولد 1 سبتمبر 1711 - توفي 22 أكتوبر 1751)، أمير أورانج منذ ولادته وأول وريث لجميع المقاطعات المتحدة بهولندا من عام 1747 حتى وفاته في عام 1751. كان أيضًا حاكمًا لإمارة أورانج ناسو داخل الإمبراطورية الرومانية المقدسة طوال حياته.

## طفولته
ولد فيليم في ليوواردن بهولندا، وكان والده يوهان فيليم فريزو رئيس الفرع الفريزي من عائلة أوراني - ناساو وكانت والدته لاندغرافين ماري لويز من هسن - كاسل. وكان قد ولد بعد مضي ستة أسابيع على وفاة والده.
خلِف فيليم والده ستاتهاودرا على فرايزلاند، كما أصبح تحت وصاية والدته حتى عام 1731، كستاتهاودر على مقاطعة خرونينغن. وانتخب ستاتهاودر على خيلدرز عام 1722.

## روابط خارجية
- فيليم الرابع أمير أورانيا على موقع الموسوعة البريطانية (الإنجليزية)